# Alexander Gordon-Lennox (ammiraglio)
Alexander Henry Charles Gordon-Lennox (9 aprile 1911 – 4 luglio 1987) è stato un ammiraglio scozzese.

## Biografia
Era il figlio di Lord Bernard Gordon-Lennox, e di sua moglie, Evelyn Loch.

## Carriera
Entrò nella Royal Navy nel 1924. Ha servito in Medio Oriente, nei convogli della costa est e nei convogli artici durante la seconda guerra mondiale.
Divenne comandante della corvetta HMS Mermaid, nonché capitano del 2nd Frigate Squadron nel 1954. Fu comandante dell'incrociatore HMS Newcastle durante l'Emergenza malese nel 1957 e Vice Capo delle forniture e trasporti presso l'ammiragliato nel 1959. Il suo ultimo incarico è stato come presidente del Royal Naval College nel 1961 prima di ritirarsi nel 1962.

## Matrimonio
Sposò, il 12 novembre 1936, Barbara Steele (?-1987), figlia di Julian McCarty Steele. Ebbero due figli:
- Michael Charles Gordon-Lennox (30 settembre 1938), sposò Jennifer Gibbs, ebbero tre figli;
- Andrew Charles Gordon-Lennox (16 gennaio 1948), sposò Julia Morrison, ebbero due figli.

## Ascendenza
|                                                |                |                                 | Genitori                                 |  |  | Nonni |  |  | Bisnonni                                      |  |  | Trisnonni                                     |  |
|                                                |                |                                 |                                          |  |  |       |  |  | 8. Charles Gordon-Lennox, VI duca di Richmond |  |  | 16. Charles Gordon-Lennox, V duca di Richmond |  |
|                                                |                |                                 |                                          |  |  |       |  |  | 8. Charles Gordon-Lennox, VI duca di Richmond |  |  | 16. Charles Gordon-Lennox, V duca di Richmond |  |
|                                                |                | 17. Caroline Paget              |                                          |  |  |       |  |  | 8. Charles Gordon-Lennox, VI duca di Richmond |  |  |                                               |  |
| 4. Charles Gordon-Lennox, VII duca di Richmond |                |                                 |                                          |  |  |       |  |  | 8. Charles Gordon-Lennox, VI duca di Richmond |  |  |                                               |  |
|                                                |                | 9. Frances Harriett Greville    | 18. Algernon Greville                    |  |  |       |  |  |                                               |  |  |                                               |  |
|                                                |                | 9. Frances Harriett Greville    | 18. Algernon Greville                    |  |  |       |  |  |                                               |  |  |                                               |  |
|                                                |                | 9. Frances Harriett Greville    | 19. Charlotte Maria Cox                  |  |  |       |  |  |                                               |  |  |                                               |  |
| 2. Bernard Gordon-Lennox                       |                | 9. Frances Harriett Greville    |                                          |  |  |       |  |  |                                               |  |  |                                               |  |
|                                                |                | 10. Percy Ricardo               | 20. Raphael Ricardo                      |  |  |       |  |  |                                               |  |  |                                               |  |
|                                                |                | 10. Percy Ricardo               | 20. Raphael Ricardo                      |  |  |       |  |  |                                               |  |  |                                               |  |
|                                                |                | 10. Percy Ricardo               | 21. Charlotte Lobb                       |  |  |       |  |  |                                               |  |  |                                               |  |
| 5. Amy Mary Ricardo                            |                | 10. Percy Ricardo               |                                          |  |  |       |  |  |                                               |  |  |                                               |  |
|                                                |                | 11. Matilda Mawdsley Hensley    | 22. John Isaac Hensley                   |  |  |       |  |  |                                               |  |  |                                               |  |
|                                                |                | 11. Matilda Mawdsley Hensley    | 22. John Isaac Hensley                   |  |  |       |  |  |                                               |  |  |                                               |  |
|                                                |                | 11. Matilda Mawdsley Hensley    | 23. Mary Ann Wilson                      |  |  |       |  |  |                                               |  |  |                                               |  |
| 1. Alexander Gordon-Lennox                     |                | 11. Matilda Mawdsley Hensley    |                                          |  |  |       |  |  |                                               |  |  |                                               |  |
|                                                | 12. James Loch | 24. George Loch                 |                                          |  |  |       |  |  |                                               |  |  |                                               |  |
|                                                | 12. James Loch | 24. George Loch                 |                                          |  |  |       |  |  |                                               |  |  |                                               |  |
|                                                | 12. James Loch | 25. Mary Adam                   |                                          |  |  |       |  |  |                                               |  |  |                                               |  |
| 6. Henry Loch, I barone Loch                   | 12. James Loch |                                 |                                          |  |  |       |  |  |                                               |  |  |                                               |  |
|                                                |                | 13. Ann Orr                     | 26. Patrick Orr                          |  |  |       |  |  |                                               |  |  |                                               |  |
|                                                |                | 13. Ann Orr                     | 26. Patrick Orr                          |  |  |       |  |  |                                               |  |  |                                               |  |
|                                                |                | 13. Ann Orr                     | …                                        |  |  |       |  |  |                                               |  |  |                                               |  |
| 3. Evelyn Loch                                 |                | 13. Ann Orr                     |                                          |  |  |       |  |  |                                               |  |  |                                               |  |
|                                                |                | 14. Edward Ernest Villiers      | 28. George Villiers                      |  |  |       |  |  |                                               |  |  |                                               |  |
|                                                |                | 14. Edward Ernest Villiers      | 28. George Villiers                      |  |  |       |  |  |                                               |  |  |                                               |  |
|                                                |                | 14. Edward Ernest Villiers      | 29. Theresa Parker                       |  |  |       |  |  |                                               |  |  |                                               |  |
| 7. Elizabeth Villiers                          |                | 14. Edward Ernest Villiers      |                                          |  |  |       |  |  |                                               |  |  |                                               |  |
|                                                |                | 15. Elizabeth Charlotte Liddell | 30. Thomas Liddell, I barone Ravensworth |  |  |       |  |  |                                               |  |  |                                               |  |
|                                                |                | 15. Elizabeth Charlotte Liddell | 30. Thomas Liddell, I barone Ravensworth |  |  |       |  |  |                                               |  |  |                                               |  |
|                                                |                | 15. Elizabeth Charlotte Liddell | 31. Maria Susannah Simpson               |  |  |       |  |  |                                               |  |  |                                               |  |
|                                                |                | 15. Elizabeth Charlotte Liddell |                                          |  |  |       |  |  |                                               |  |  |                                               |  |